# 大阪市立淀川図書館
大阪市立淀川図書館（おおさかしりつよどがわとしょかん）は、大阪府大阪市淀川区にある大阪市立図書館の分館。

## 施設概要
- 開館：1983年（昭和58年）10月21日
- 延床面積：620.86平方メートル
- 閲覧室：359平方メートル

## 開館時間
- 火・水・木・金曜日：10時 - 19時
- 土曜日、日曜日、11月3日：10時 - 17時

## 休館日
- 月曜日
- 国民の祝日と国民の休日（11月3日「文化の日」は開館）
- 年末年始
- 毎月末日
- 蔵書点検期間

## 所蔵
- 図書：71,422冊[1]
- 雑誌：80タイトル
- 新聞：13紙
- DVD：267枚
- ビデオ：221本

（2019年3月31日現在）

## 貸出
- 1人15冊まで（うち、CD・DVD・カセットは5点まで）15日間[2]

## アクセス
- 阪急電鉄 十三駅 西出口から南西へ約600m